# アルマゲドン2009
『アルマゲドン2009』（原題：Polar Storm）は、アメリカ合衆国の映画。

## キャスト
| 役名               | 俳優                         | 日本語吹替 |
| ------------------ | ---------------------------- | ---------- |
| ジェームズ         | ジャック・コールマン         | 根本泰彦   |
| 大統領             | ロジャー・クロス             | 乃村健次   |
| シンシア           | ホリー・ディグナード         | 桜井ひとみ |
| メイフィールド将軍 | テリー・デヴィッド・マリガン | 小山武宏   |
| ゾーイ             | エマ・ラハナ                 | 榊原奈緒子 |
| シェーン           | タイラー・ジョンストン       | 井上剛     |
| エルマン           | ジェイ・ブラゾー             | 岡哲也     |

- その他の声の吹き替え：三上哲／町田政則／黒澤剛史／竹内良太／林りんこ／茶花健太／玉野井直樹